# Masan-myeon, Gurye-gun
Masan-myeon (koreanska: 마산면) är en socken i kommunen Gurye-gun i provinsen Södra Jeolla i den södra delen av Sydkorea, 260 km söder om huvudstaden Seoul.